# Liste de jeux Atari 8-bit
Voici la liste des jeux vidéo sorti sur les ordinateurs personnels de la famille Atari 8-bit (400, 800, 1200XL, 600XL, 800XL, 65XE, 130XE, 800XE, XEGS).
- Haut – A
- B
- C
- D
- E
- F
- G
- H
- I
- J
- K
- L
- M
- N
- O
- P
- Q
- R
- S
- T
- U
- V
- W
- X
- Y
- Z

## 0-9
- 221B Baker Street
- 50 Mission Crush

## A
- Ace of Aces
- Action Biker
- Activision Decathlon, The
- Adventureland
- Adventures of Buckaroo Banzai, The: Across the Eighth Dimension
- A.E.
- Agent USA
- Airball
- Airwolf
- Alley Cat
- Alternate Reality: The Dungeon
- Amaurote
- Andromeda Conquest
- Apple Panic
- Arcade Machine, The
- Archon II: Adept
- Archon: The Light and the Dark
- Arkanoid
- Armor Assault
- Asteroids
- Astro Chase
- Asylum II
- Atlantis
- Attack of the Mutant Camels
- Autoduel
- Axis Assassin
- Aztec

## B
- B-1 Nuclear Bomber
- B.C.'s Quest for Tires
- B.C. II: Grog's Revenge
- Ballblazer
- Ballyhoo
- Bandits
- Basketball
- Battlezone
- Battallion Commander
- Battle Cruiser
- Battle for Normandy
- Battle of Antietam
- Battle of Chickamauga, The
- Battle of Shiloh, The
- Beach Head
- Beach Head II: The Dictator Strikes Back
- Beamrider
- Berzerk
- Beyond Castle Wolfenstein
- Bismarck
- Black Lamp
- Blade of Blackpoole, The
- Blue Max
- Boulder Dash
- Bounty Bob Strikes Back!
- Breakthrough in the Ardennes
- Broadsides
- Bruce Lee

## C
- Canyon Climber
- Carrier Force
- Castle Wolfenstein
- Caverns of Mars
- Centipede
- Championship Lode Runner
- Choplifter!
- Chuck Yeager's Advanced Flight Trainer
- Chuckie Egg
- Clear for Action
- Close Assault
- Colonial Conquest
- Colony
- Colossal Cave Adventure
- Combat Leader
- Computer Ambush
- Computer Baseball
- Computer Football Strategy
- Computer Quarterback
- Conan: Hall of Volta
- Conflict in Vietnam
- Congo Bongo
- Cosmic Balance, The
- Cosmic Balance II, The
- Count, The
- Crisis Mountain
- Crossbow (en)
- Crossfire
- Crusade in Europe
- Crush Crumble and Chomp!
- Crystal Castles
- Cuthbert Goes Walkabout
- Cutthroats
- Cytron Masters

## D
- Dallas Quest
- Dandy
- Dan Strikes Back
- Dark Crystal, The
- David's Midnight Magic
- Deadline
- Decision in the Desert
- Defender
- Demon Attack
- Dig Dug
- Dnieper River Line
- Donkey Kong
- Donkey Kong Jr.
- Dragonriders of Pern
- Dragon's Eye
- Dragon's Keep
- Dragonriders of Pern
- Dreadnaught Factor, The
- Drol
- Dropzone
- Druid

## E
- E.T.: Phone Home!
- Eagles
- Eastern Front
- Eidolon, The
- Empire of the Over-Mind
- Enchanter
- Encounter!
- Epidemic!
- Eternal Dagger, The
- Excalibur

## F
- F-15 Strike Eagle
- Feud
- Field of Fire
- Fighter Pilot
- Flight Simulator
- Floyd of the Jungle
- Fooblitzky
- Food Fight
- Forbidden Forest
- Fort Apocalypse
- Fortress
- Frogger

## G
- Galactic Adventures
- Galactic Empire
- Galactic Gladiators
- Galahad and the Holy Grail
- Galaxian
- Galaxy
- Gateway to Apshai
- GATO
- Gauntlet
- Gemstone Warrior
- Gettysburg: The Turning Point
- Ghostbusters
- Gold Rush!
- Gorf
- Gossip
- Green Beret
- Gulf Strike
- Gumball
- Gun Fight
- Gyruss

## H
- H.E.R.O.
- Hacker
- Hard Hat Mack
- HardBall!
- Head over Heels
- Heartlight
- Hitchhiker's Guide to the Galaxy, The
- Hover Bovver

## I
- Imperium Galactum
- Infidel
- Infiltrator
- Institute, The
- International Karate
- Invasion Orion

## J
- Jawbreaker
- Jet Set Willy
- Jet-Boot Jack
- Jocky Wilson's Darts Challenge
- Joe Blade
- Joe Blade II
- Journey to the Planets
- Joust
- Jumpman
- Jumpman Junior
- Jungle Hunt
- Juno First

## K
- Kaboom!
- Kampfgruppe
- Kangaroo
- Karateka
- Kennedy Approach
- Keystone Kapers
- Kick Off
- Knights of the Desert
- Koronis Rift

## L
- Lancelot
- Laser Hawk
- Lasermania / Robbo Konstruktor
- Leather Goddesses of Phobos
- Legionnaire
- Living Daylights, The
- Loco
- Lode Runner
- Lode Runner's Rescue
- Lords of Karma
- Lunar Leepers
- Lurking Horror, The

## M
- M.U.L.E.
- Mail Order Monsters
- Marauder
- Mario Bros.
- Mask of the Sun, The
- MasterType
- Mech Brigade
- Megamania
- Mercenary
- MIDI Maze
- Midway Campaign
- Mig Alley Ace
- Millipede
- Miner 2049er
- Missile Command
- Montezuma's Revenge
- Moon Patrol
- Moonmist
- Mouskattack
- Mr. Do!
- Mr. Do's Castle
- Ms. Pac-Man
- Mr. Robot and His Robot Factory
- Murder on the Zinderneuf
- Mystery Fun House

## N
- Nam
- Napoleon at Waterloo
- NATO Commander
- Nautilus (en)
- Nebulus
- Necromancer
- New York City
- North Atlantic Convoy Raider
- Nukewar

## O
- Objective: Kursk
- Ogre
- Oil's Well
- One Man and His Droid
- One on One: Dr. J vs. Larry Bird
- Operation Market Garden
- Operation Whirlwind

## P
- Pac-Man
- Panzer Grenadier
- Panzer-Jagd
- Paris in Danger
- Pawn, The
- Pengo
- Phantasie
- Phantasie II
- Pharaoh's Curse
- Pinball Construction Set
- Pirate Adventure
- Pirates of the Barbary Coast
- Pitfall!
- Pitfall II: Lost Caverns
- Pitstop
- Pitstop II
- Planetfall
- Plundered Hearts
- Pogo Joe
- Polar Pierre
- Pole Position
- Pooyan
- Popeye
- Preppie!
- Protector
- Protector II

## Q
- Q*bert
- Qix
- Questron
- Questprobe featuring The Hulk
- Questprobe featuring The Human Torch and The Thing
- Questprobe featuring Spider-Man

## R
- Racing Destruction Set
- Raid over Moscow
- Rails West!
- Rally Speedway
- Rampage
- Raster Blaster
- Realm of Impossibility
- Rebel Charge at Chickamauga
- Red Storm Rising
- Reforger '88
- Rescue at Rigel
- Rescue on Fractalus!
- River Raid
- Robotron: 2084
- Rome and the Barbarians
- Rommel: Battles for Tobruk

## S
- Sammy Lightfoot
- Sargon III
- Savage Island
- Savage Pond
- Sea Dragon
- Seafox
- Seastalker
- Secret Mission
- Serpentine
- Seven Cities of Gold, The
- Shamus
- Shanghai
- Shattered Alliance, The
- Shiloh: Grant's Trial in the West
- Silent Service
- Silicon Dreams
- Six-Gun Shootout
- Sneakers
- Softporn Adventure
- Solo Flight
- Sons of Liberty
- Sorcerer
- Sorcerer of Claymorgue Castle
- Space Eggs
- Space Invaders
- Space Shuttle: A Journey into Space
- Spare Change
- Spellbreaker
- Spelunker
- Spindizzy
- Spitfire Ace
- Spy Hunter
- Spy vs. Spy
- Spy's Demise
- Squish 'em
- Star Blazer
- Star Fire
- Star Fleet I
- Star Raiders
- Star Raiders 2
- Star Trek: Strategic Operations Simulator
- Star Wars
- Star Wars: Return of the Jedi - Death Star Battle
- Starcross
- Starquake
- Stationfall
- Stealth
- Summer Games
- Super Cobra
- Super Pac-Man
- Super Zaxxon
- Superman: The Game
- Surrender at Stalingrad
- Suspect
- Suspended

## T
- TAC
- Tanktics
- Tapper
- Telengard
- Temple of Apshai
- Theatre Europe
- Threshold
- Thrust
- Tigers in the Snow
- Tomahawk
- Track and Field
- Trailblazer
- Transylvania
- Troll's Tale
- Type Attack

## U
- Ultima I
- Ultima II: The Revenge of the Enchantress
- Ultima III: Exodus
- Ultima IV: Quest of the Avatar
- Ulysses and the Golden Fleece
- Universal Hero
- Universe
- Up'n Down
- U.S.A.A.F.
- Under Fire

## V
Pas d'entrée.

## W
- War in Russia
- Warship
- Wargames
- Wargame Construction Set
- Warhawk
- Wavy Navy
- Wayout
- Wishbringer
- Wizard and the Princess
- Wizard of Wor
- Wizard's Crown
- Worms?

## X
- Xevious

## Y
Pas d'entrée.

## Z
- Zaxxon
- Zenji
- Zork I
- Zork II
- Zork III
- Zybex

- Haut – A
- B
- C
- D
- E
- F
- G
- H
- I
- J
- K
- L
- M
- N
- O
- P
- Q
- R
- S
- T
- U
- V
- W
- X
- Y
- Z